# Alex Stieda
Alexander Nicholas Ernst "Alex" Stieda (nascido em 13 de abril de 1961) é um ex-ciclista profissional canadense. Em 1986 ele vestiu a camiseta amarela do Tour de France durante 1 etapa, sendo o primeiro canadense a usá-lo.
Em 1982, Stieda conquistou a medalha de bronze na prova de perseguição individual nos Jogos da Commonwealth, disputados em Brisbane. Ele também participou nas Olimpíadas de Los Angeles 1984 em duas provas, perseguição individual e corrida por pontos.